# Artavazde II
Pour les articles homonymes, voir Artavazde.
Artavazde II (en arménien Արտավազդ Բ  ) est un roi artaxiade d'Arménie ayant régné de 55 à 34 av. J.-C., après son père Tigrane II. Déposé par Marc Antoine, il finit ses jours en Égypte où il est exécuté. Alexandre Hélios lui succède à la tête du royaume d'Arménie. Après cet intermède, les fils d'Artavazde, Artaxias II et Tigrane III accèdent l'un après l'autre au trône arménien.

## Biographie
Pétri de culture hellénistique, ce fils et successeur de Tigrane le Grand a laissé des tragédies et des récits historiques, aujourd'hui perdus. Depuis la chute de Tigranocerte en 69 av. J.-C., il est co-roi avec son père. Tout comme lui, il s'octroie le titre de « roi des rois », que l'on retrouve sur des monnaies frappées sous son règne.
En 53 av. J.-C., Crassus, proconsul de Syrie, décide de lancer une campagne contre les Parthes et reçoit notamment l'aide d'Artavazde, roi client de Rome. Ce dernier suggère à Crassus de faire passer ses troupes par l'Arménie, mais le Romain choisit de suivre les conseils d'Abgar II Ariamnès, en réalité un traître à la solde des Parthes, et de passer par la Mésopotamie du nord. Artavazde est entre-temps immobilisé dans son royaume par une attaque des troupes parthes d'Orodès II et ne peut venir en aide à Crassus. Tombée dans le piège des Parthes, l'armée romaine est sévèrement battue lors de la bataille de Carrhes, et Crassus est tué peu après. Artavazde n'a d'autre choix que de faire la paix avec Orodès, et fiance sa sœur au prince héritier parthe, Pacorus.
Artavazde n'en oublie pas pour autant Rome : en 36 av. J.-C., il fournit des troupes à Marc Antoine lorsque ce dernier décide de mener une nouvelle campagne contre les Parthes. Une partie des troupes romaines est néanmoins attaquée par surprise par la cavalerie parthe, tandis qu'Artavazde préfère se retirer. Malgré cette embuscade, Marc Antoine poursuit son projet mais subit de lourdes pertes et doit finalement se replier sur l'Arménie. En 34 av. J.-C., arrivé non loin d'Artaxate, la capitale arménienne, il convoque à son camp Artavazde, que, poussé par Cléopâtre, il considère comme un traître ; le roi arménien est alors arrêté, bardé de fers (ou de chaînes d'argent) et envoyé en Égypte avec sa famille, à Alexandrie, où il est décapité en 30 av. J.-C. sur ordre de Cléopâtre ; sa tête est envoyée au roi d'Atropatène, allié de Marc Antoine. Les Arméniens, indignés, se donnent entre-temps pour roi un fils d'Artavazde, Artaxias II (qui s'est échappé lorsque sa famille a été capturée), mais Marc Antoine, qui s'est assuré le contrôle de l'Arménie, le contraint à se réfugier chez les Parthes et impose sur le trône son fils Alexandre Hélios.